# BOK fest
BOK fest (punim nazivom Bjelovarski odjeci kazališta) je kazališna smotra, koja se održava u Bjelovaru od 2003. godine.
BOK-fest ili punog naziva Bjelovarski Odjeci Kazališta, osmislili su, uređivali i organizirali prve tri godine: 2003., 2004. i 2005. event agencija Harma.
Popularni BOK-fest, idejno su osmislili glumac Goran Navojec, Irena Hlupić – Rašo i producent Darko Hlupić uz puno pomoći tadašnje gradske strukture s vodstvom Đurđe Adlešić. Sam naziv BOK fest osmislila je Irena Hlupić – Rašo.
Nakon zaokruživanja određenog ciklusa,event agencija Harma nastavak rada prepustila je gradskim strukturama grada Bjelovara gdje festival živi i radi još i danas.
BOK fest je smotra najznačajnijih kazališnih ostvarenja profesionalnih kazališnih kuća Hrvatske i njihovih gostiju iz zemlje i inozemstva, najčešće iz Makedonije, Srbije, Bosne i Hercegovine te Slovenije. Umjetnički direktor i utemeljitelj festivala je Goran Navojec, glumac rođen u Bjelovaru. Većina kazališnih predstava održava se u Domu kulture u Bjelovaru te u zgradi Bjelovarskog kazališta i športskoj dvorani. Svake godine festival otvara Mila Elegović parafrazom čestitke koju je svojedobno J. F. Kennedyju uputila Marilyn Monroe. Osim predstava za odrasle, održavaju se i kazališne predstave za djecu.
Uz kazališne predstave, održavaju se i druga popratna događanja, poput glazbenih koncerata i projekcija filmova, izložbe glumaca u salonu namještaja, moto alke, humanitarnog rukometnog turnira i retro disko večeri, ali i neke nove i poprilično originalne poput čitanja radio drame u vlaku. Drugi dan nakon otvorenja, tradicionalno se u salonu namještaja kod bjelovarske tržnice, glumci druže s prolaznicima. U športskoj dvorani održava se svake godine Humanitarni rukometni turnir na kojem nastupaju: članovi zlatne generacije ORK Partizana (danas RK Bjelovar), ekipa glumaca, ekipa političara, ekipa novinara te ekipa Opće bolnice Bjelovar. Od 2012. godine, uvedena je i glumačka moto alka, natjecanje glumaca u gađanju alke prilikom vožnje na motociklu, koja se održava na bjelovarskom Korzu.